# Teroare în munți
Teroare în munți (în poloneză Ogniomistrz Kaleń, în traducere „Sergentul Kaleń”) este un film de război polonez din 1961, regizat de soții Ewa Petelska⁠(d) și Czesław Petelski⁠(d), inspirat din romanul Łuny w Bieszczadach⁠(d) (1959) al colonelului și scriitorului Jan Gerhard⁠(d). Filmul prezintă soarta unui sergent polonez pe nume Kaleń (interpretat de Wiesław Gołas), care a luptat în anul 1946 în Munții Bieszczady cu bandele Armatei Insurecționale Ucrainene (UPA) și organizației reacționare anticomuniste poloneze⁠(d).

## Rezumat
Situația social-politică a Poloniei este tulbure în primii ani de după eliberarea țării de sub ocupația Germaniei Naziste. Trupele Armatei Populare Poloneze și ale serviciului de securitate polonez au dus lupte grele în perioada 1944–1947 cu bandele înarmate ale Armatei Insurecționale Ucrainene (UPA) și organizației reacționare anticomuniste poloneze⁠(d). Conflictele cele mai sângeroase au avut loc în sud-estul Poloniei și s-au încheiat cu înfrângerea finală a bandelor de către unitățile poloneze ale Trupelor de Grăniceri⁠(d), Corpului de Securitate Internă⁠(d), Miliției Cetățenești⁠(d) și Rezervei de voluntari a Miliției Cetățenești⁠(d).
Sergentul de artilerie Hipolit Kaleń, care a luptat în război în cadrul legendarei Divizii 1 Infanterie „Tadeusz Kościuszko”⁠(d) a Armatei Populare Poloneze, vrea să se întoarcă acasă după încheierea păcii. Cu toate acestea, unitatea sa militară, condusă de căpitanul Wierzbicki, este nevoită să-și întrerupă deplasarea și să lupte în anul 1946 în Munții Bieszczady cu bandele reacționare clandestine ale Armatei Insurecționale Ucrainene (UPA), conduse de ofițerul Saszko (poreclit „Bir”), și ale organizației anticomuniste Wolność i Niezawisłość⁠(d) (WiN), conduse de maiorul Żubryd. Kaleń, un militar rezistent, curajos și cu experiență, încearcă să facă față acestor condiții brutale și să scape din situațiile periculoase, care-i amenință permanent viața. Caracterul tragic al situației generale este atenuat uneori de umorul rezultat din atitudinea nonșalantă și lipsită de griji a sergentului. Conflictul militar este crâncen și se soldează adesea cu pierderi omenești: unii dintre militari mor în luptele desfășurate pe câmpul minat, în timp ce supraviețuitorii sunt luați prizonieri.
Norocul îl părăsește într-o zi pe sergentul Kaleń: este capturat de bandele reacționare și supus unei torturi severe. Pentru a-și salva viața, el se preface a fi un dezertor și un trădător, iar mai apoi reușește să evadeze și luptă cu curaj, nerenunțând nici măcar atunci când este împins de inamici într-un câmp minat. Atunci când camarazii săi ajung în cele din urmă, îl găsesc pe Kaleń ucis de un glonț polonez, protejând cu trupul său un copil ucrainean.

## Distribuție
- Wiesław Gołas — sergentul (ogniomistrz) Hipolit Kaleń
- Zofia Słaboszowska — Maria, amanta lui „Bir”
- Leon Niemczyk — ofițerul (kurinny) Saszko „Bir”, comandantul unității militare a Armatei Insurecționale Ucrainene (UPA)
- Józef Kostecki — căpitanul Wierzbicki, comandantul unității lui Kaleń
- Józef Łodyński⁠(d) — locotenentul Matula, șeful serviciului auto, comandantul lui Kaleń
- Zdzisław Karczewski⁠(d) — colonelul Tomaszewski
- Janusz Kłosiński⁠(d) — maiorul Żubryd, comandantul unității militare a organizației anticomuniste Wolność i Niezawisłość⁠(d) (WiN)
- Tadeusz Teodorczyk⁠(d) — adjunctul maiorului Żubryd
- Janusz Strachocki — Dwernicki, un moșier bătrân
- Sylwester Przedwojewski⁠(d) — locotenentul Daszewski
- Tadeusz Somogi⁠(d) — sergentul „Zawieja”, membru al unității lui Żubryd
- Henryk Hunko⁠(d) — „Piorun”, membru al unității lui Żubryd
- Jerzy Antczak⁠(d) — „Ren”, membru al unității lui „Bir”
- Jerzy Dargiel — Heinz, membru al unității lui „Bir” de la întâlnirea cu Żubryd
- Kazimierz Dębicki — militar polonez
- Aleksander Fogiel⁠(d) — hangiul Szponderski
- Adolf Chronicki⁠(d) — șoferul Kotlak
- Eugeniusz Kapralski — militar polonez
- Alina Jurkowska — fata presupusă a fi fost violată de Kaleń
- Wacław Kowalski⁠(d) — plutonierul Kolanowski, șeful postului de grăniceri
- Ferdynand Matysik⁠(d) — locotenentul Rafałowski
- Kazimierz Michalski — militar polonez
- Irena Netto⁠(d) — femeia bătrână de la postul de grăniceri al lui Kolanowski
- Leopold René Nowak — militar polonez, prieten al lui Kaleń
- Adam Perzyk — Alojzy Rączka, prietenul lui Kaleń
- Sławomir Zemło — soldatul care fuge împreună cu Kaleń și este împușcat de Żubryd
- Ryszard Filipski⁠(d) — militarul din Baligród care îi arată căpitanului Wierzbicki drumul spre cazinou (nemenționat)
- Eugeniusz Korczarowski — militar polonez (nemenționat)
- Zygmunt Malawski — milițian de la postul de grăniceri al lui Kolanowski (nemenționat)
- Czesław Piaskowski — membru al unității lui „Bir” (nemenționat)
- Andrzej Rausz — membru al unității lui „Bir” care îi decapitează pe prizonierii de război polonezi (nemenționat)

## Producție
Scenariul filmului a fost inspirat din romanul de război Łuny w Bieszczadach⁠(d) (1959) al colonelului și scriitorului Jan Gerhard⁠(d), comandantul Regimentului 34 Infanterie⁠(d), care a luat parte în anul 1947 la înfrângerea Armatei Insurecționale Ucrainene (UPA) și la Operațiunea Vistula.
Filmul a fost realizat de compania Zespół Filmowy Studio⁠(d). Filmările au avut loc în anul 1961 și s-au desfășurat în orășelul Muszyna din voievodatul Polonia Mică, în satele Baligród⁠(d), Smolnik⁠(d) de pe Osława⁠(d) și Kielczawa⁠(d) și în orășelul Zagórz din voievodatul Subcarpatia și în Rezervația naturală „Sine Wiry”⁠(d). Filmările au fost realizate pe peliculă alb-negru: lungimea peliculei este de 2948 m, iar durata filmului este de 103 minute. Cântecele „Chryzantemy złociste⁠(d)” („Crizanteme aurite”; muzică și versuri de Zbigniew Maciejowski) și „Spoza gór i rzek” („Dincolo de munți și râuri”, Marșul Corpului I; versuri de Adam Ważyk, muzică de Aleksander Barchacz⁠(d)) sunt interpretate în film.

## Premii
Teroare în munți a fost nominalizat la Premiul pentru cel mai bun film al Festivalului Internațional de Film de la Mar del Plata (1962) și a obținut Premiul ministrului culturii și artelor din Polonia (Nagroda Ministra Kultury i Sztuki), cl. a II-a (1962) pentru regizorii Ewa Petelska⁠(d) și Czesław Petelski⁠(d).